# اچ‌ام‌ای‌اس آئیتاپه (پی ۸۴)
اچ‌ام‌ای‌اس آئیتاپه (پی ۸۴) (به انگلیسی: HMAS Aitape (P 84)) یک کشتی بود که طول آن ۱۰۷٫۶ فوت (۳۲٫۸ متر) بود. این کشتی در سال ۱۹۶۷ ساخته شد.